# Ankazomiriotra
Ankazomiriotra é uma cidade em Madagascar com 34000 habitantes, na região Vakinankaratra, no Distrito de Betafo.